# Harpalycé (fille de Clyménos)
Pour les articles homonymes, voir Harpalycé.
Dans la mythologie grecque, Harpalycé est la fille de Clyménos  l'Arcadien (fils de Schoénée), roi  de Mynias et d'Epicasté.

## Mythe
Son père, Clyménos, ne résiste pas à la passion incestueuse qu'il nourrit pour elle et il la reprend à Alastor, son mari. Ils ont un enfant, qui est à la fois le fils d'Harpalycé et son demi-frère agnatique. Clyménos, lui, est à la fois le père et le grand-père de l'enfant.
Harpalycé tue ce fils et le donne à manger à Clyménos.
Punie par les dieux, Harpalycé est métamorphosée en Chalcis, un oiseau charognard, semblable à un petit vautour. Dans d'autres versions, elle se suicide ou encore est tuée par Clyménos, qui se suicide. 
Le mythe d'Harpalycé figure dans l'œuvre  du poète grec Euphorion.

## Iconographie
Le mythe d'Harpalycé est représenté à Versailles, dans l’appartement de la reine. Ainsi, les voussures de l’antichambre du Grand Couvert, peintes par Antoine Paillet et Claude-François Vignon, montrent entre autres figures féminines Harpalycé jurant de venger son père assassiné.